# 松田迅
松田 迅（まつだ じん、2002年〈平成14年〉10月30日 - ）は、日本のアイドル。男性アイドルグループ・INIのメンバー。沖縄県出身。LAPONEエンタテインメント所属。愛称は「MJ」、「じん」。

## 概説
INIの最年少メンバー。
グローバルボーイズグループを生み出すサバイバルオーディション番組『PRODUCE 101 JAPAN SEASON2』に出演し、同番組から誕生した「INI」のメンバーとしてのデビュー権を獲得。2021年11月3日にCDデビュー。

## 来歴

### 生い立ち
2002年、沖縄県沖縄市出身。「迅」という名前には強くたくましく育ってほしいという意味が込められている。
中学校では生徒会長を務めた。
高校時代は理系であり数学はⅢまで修学している。文化祭でダンスパフォーマンスをする機会があり、「今までに感じたことのない経験をし、自分の進路、やりたいことはアイドルになることだと確信した」と語っている。

### PRODUCE 101 JAPAN SEASON2
2021年、アイドルグループをプロデュースするサバイバルオーディション番組『PRODUCE 101 JAPAN SEASON2』に出演。
初回放送時のオンタクト能力評価では47位とデビュー圏からは遠い順位であったが、第一回順位発表式では25位と、順位を大幅にランクアップさせた。ポジションバトルでは「センターじゃなくても輝く」という言葉通り、現場投票でグループ内1位を獲得した。
また、ステージ外の控え室で、誰よりも他のグループのパフォーマンスを楽しみリアクションをとる姿が注目を集めた。
最終順位7位でデビュー権を獲得。初回順位から40位順位を上げる結果となった。

### INIの結成
同番組最終回で「INI」のメンバーとして2021年内のデビューが発表され、11月3日にデビューした。

### INIとしてのデビュー後
2025年1月28日に東京・後楽園ホールで『LAPOSTA 2025 Supported by docomo』内の企画「LAPOSTA 2025 SHOW PRODUCED by MEMBERS」を開催。『Reveal』と題した公演を行った。

## 人物

### 特徴
INIの最年少メンバー。明るい、前向き、華やかと評されることが多い。本人も「明るくておしゃべりな性格」「盛り上げることは誰にも負けていないつもり」と発言している。
INIメンバーの佐野雄大からは「明るくて元気な部分の印象強いと思うんですけど、それだけじゃなくて。迅は誰よりも一人一人の悩みとか不安要素までしっかり見抜いていて、その都度、その人が一番欲しいであろう言葉を自然にかけてくれる」と評されている。
また、実は寂しがり屋で、一人の時間があまり好きではなく、メンバーに「かまちょ」するとも告白している。
チャームポイントは右眉頭にあるほくろ。

### 趣味・嗜好
好きな食べ物はラーメン、焼肉、タコライス。
苦手な食べものとしてチョコをあげている。
好きな映画は『パイレーツ・オブ・カリビアン』、好きなアニメは『忘却バッテリー』。
憧れの人はROLAND 、BTSのJUNG KOOK。
趣味は睡眠とゲーム、バスケットボール、漫画。2021年2月に公開された「10問10答」では『荒野行動』にハマっていると発言している。
特技はダンス、工藤新一のモノマネ。

## ディスコグラフィ

### オリジナル楽曲
- Reveal（作詞：MATSUDA JIN、作曲：RYU、JASRAC作品コード：317-1764-1） - 自身が初めて作詞を務めた[18]。

### 作詞
- INI「What A Night」 - 共作詞。INIの楽曲では初めて作詞に参加した[28]。

## 出演

### バラエティ
- ラヴィット!（2025年7月3日 - 、TBSテレビ）- ラヴィット!ファミリー（木曜シーズンレギュラー、佐野雄大と週替わりで出演）[29]。
- アナタは閉じ込められました（2025年7月4日 - 、テレビ朝日）[30]

### ドラマ
- 君の花になる（2022年10月18日 - 12月20日、TBSテレビ） - CHAYNEY・ナユタ 役[31][32]

### 配信番組
- PRODUCE 101 JAPAN SEASON2（2021年、GYAO!・TBS）

## 関連映像

### PRODUCE 101 JAPAN SEASON2
| 松田迅PRODUCE 101 JAPAN SEASON2参加楽曲 | 松田迅PRODUCE 101 JAPAN SEASON2参加楽曲 | 松田迅PRODUCE 101 JAPAN SEASON2参加楽曲 | 松田迅PRODUCE 101 JAPAN SEASON2参加楽曲 | 松田迅PRODUCE 101 JAPAN SEASON2参加楽曲 | 松田迅PRODUCE 101 JAPAN SEASON2参加楽曲                                                  |
| 評価名                                  | 曲名                                    | 原曲アーティスト名                      | 動画                                    | 個人 推し動画                           | パフォーマンス メンバー                                                                  |
| --------------------------------------- | --------------------------------------- | --------------------------------------- | --------------------------------------- | --------------------------------------- | ---------------------------------------------------------------------------------------- |
| オンタクト評価                          | 100万回の「I love you」                 | Rake                                    | ＊                                      | -                                       |                                                                                          |
| レベル分け評価                          | ハッシュハッシュ                        | Da-iCE                                  | ＊                                      | -                                       | 上原貴博、北山龍磨                                                                       |
| レベル分け再評価                        | Let me fly〜その未来へ〜                | オリジナル                              | ＊                                      | ＊                                      | 同番組に出演した練習生のうちオンタクト評価を通過した60人                                 |
| グループ評価                            | Your Number                             | SHINee                                  | ＊                                      | ＊                                      | 西山知輝、安積夢大、古江侑豊、森井洸陽、村松健太                                         |
| ポジション評価                          | OH-EH-OH                                | JO1                                     | ＊                                      | ＊                                      | 後藤威尊、大久保波留、栗田航兵、佐野雄大、ヴァサイェガ光                                 |
| コンセプト評価                          | SHADOW(Slip inside)                     | オリジナル                              | ＊                                      | ＊                                      | 髙橋航大、許豊凡、後藤威尊、小林大悟、平本健、森井洸陽、松本旭平                         |
| デビュー評価                            | RUNWAY                                  | オリジナル                              | ＊                                      |                                         | 仲村冬馬、藤牧京介、髙塚大夢、佐野雄大、阪本航紀、池﨑理人、田島将吾、尾崎匠海、中野海帆 |
| デビュー評価                            | ONE DAY                                 | オリジナル                              | ＊                                      |                                         | ファイナリスト21人の練習生                                                               |